# 便利蜂

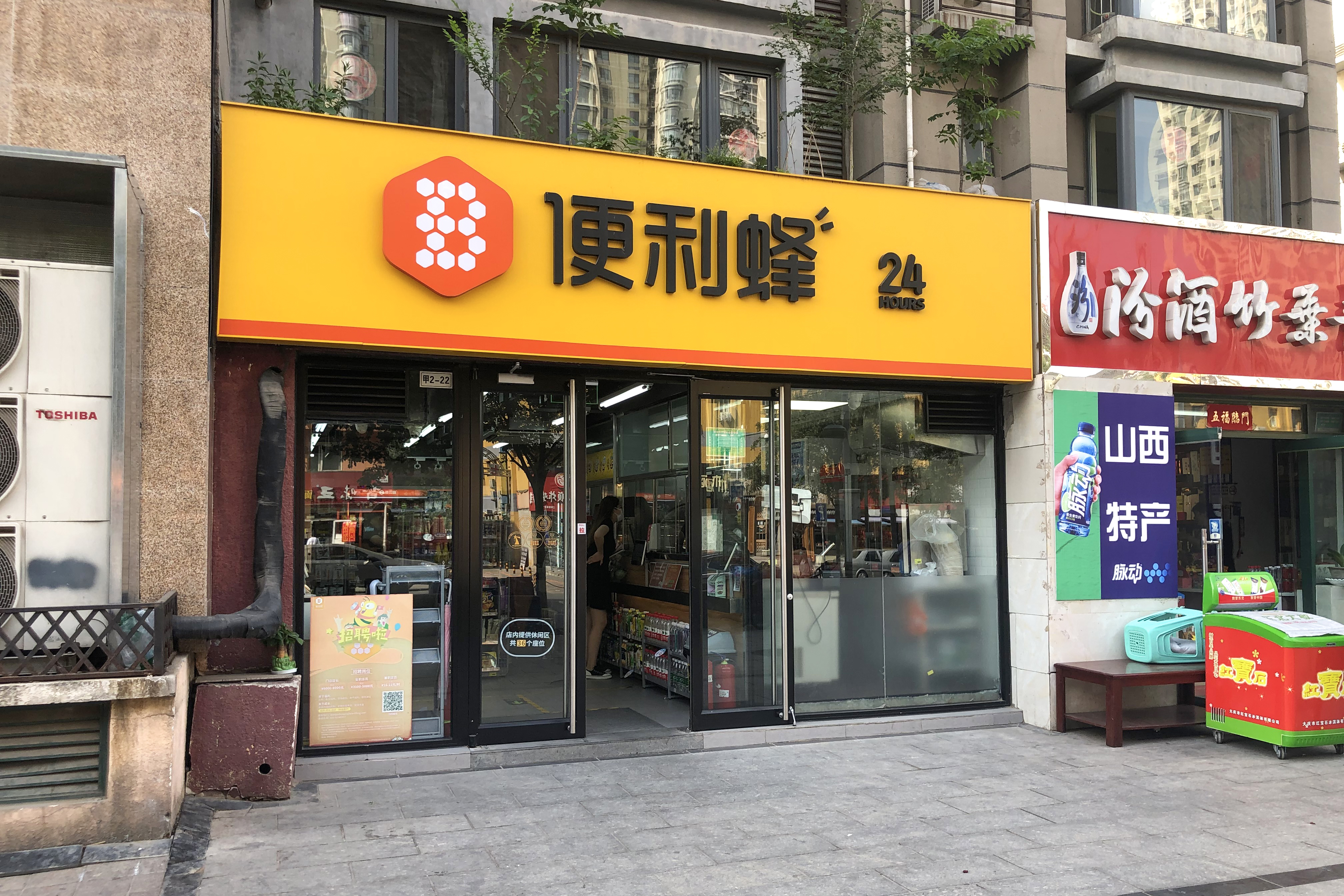
便利蜂北京丰台三环新城店

便利蜂（英語：Bianlifeng），是一家中国的连锁便利商店，主打通过数据、算法来提升商业决策效益的概念。

## 历史
2016年12月21日由庄辰超和王紫成立于北京朝阳区，2017年2月在北京开设了首家线下门店。
至2019年9月约有1000家直营门店，主要分布在中国华东和华北地区。
至2020年年底，全国门店数量已超过2000家。中国连锁经营协会的数据显示，三大日系便利店巨头7-Eleven、全家、罗森在中国开出2000家店分别用了15年、16年和23年，便利蜂只用了3年。

## 商业模式
便利蜂只做直营店，能够在资金、物力、人力上进行统一管理。公司超过六成的员工是技术人员，广泛地使用了包括包括智能订货、算法主导的智能选品、自助收银和动态定价等在内的数字化系统。
尽管便利蜂的全链路数字化系统逐渐成熟，但这些系统并不能完全取代人力资源的作用。有研发部员工表示，公司巨大的投入对实体店的赋能并不是很显著。此外，便利蜂在过去的扩张中不计成本，给资金链带来很大的压力。2022年，在2019冠状病毒病疫情及经济新常态影响下，公司不得不裁员和关店，经营困难加剧；便利蜂在内部提出了“冬眠计划”，关闭门店近700家。同时，重资产零售行业的成本远远大于互联网成本，这也给便利蜂带来了挑战。

## 评价与争议

### 信息采集
便利蜂在使用大量摄像头和算法系统优化其商业运营的同时，也引发了一些争议。根据《南方周末》的报道，为了建立一套智能化的选址算法，便利蜂在2017年至2022年间招募了大量信息采集员，在多个城市的居民楼、写字楼、国家机关等地点的门口悄悄放置了摄像头，在后台积累了数十万条公共图像数据。便利蜂回应称，“成立至今，便利蜂公司自身绝不存在‘偷拍’行为”，“在信息采集环节，我司会购买第三方公司的数据服务”。

### 管理方式
便利蜂的智能决策系统也对门店内的管理产生了一定的负面影响。一些离职员工认为便利蜂在技术和系统方面的投入过于追求，而忽略了人力资源的价值，认为“内部员工就是一个机器”。店长和员工必须严格按照自动陈列系统的要求摆放商品，不能随意改动。这使得门店内的货架看起来比其他便利店更凌乱。同时，任务时间和执行标准的严格要求导致门店员工在执行任务时，需要花费大量时间拍照或录像，以证明任务完成。这种过度依赖系统的管理方式引发了一些员工的不满。一位便利蜂的店员在知乎上抱怨称，他们需要为各种任务拍照，包括上货、理排面、上下班打卡和清洁任务，耗费大量时间。

### 用户隐私
2022年5月31日，工信部信息通信管理局通报便利蜂应用程序存在违规收集个人信息的行为。

### 食品安全
据北京市监局官网，便利蜂旗下北京梦想蜂连锁商业有限公司朝阳门南小街第二分店因涉嫌销售超过保质期的食品，被北京市东城区市场监管局罚款5万元，并没收违法所得、没收非法财物共计166.1元。

## 不眠海
不眠海（英語：Sober Hi）是便利蜂于2022年5月推出的饮品品牌，采用“店中店模式”，主要销售精品咖啡、新式茶饮等产品。便利蜂计划将不眠海复制到全国各地，成为门店标配。截至2023年7月29日，不眠海已在全国开设了246家门店，遍布北京、上海、杭州、南京和天津等城市。不眠海的产品价格在10-25元之间，以性价比为主打，提供约40种现加工饮品。
在不眠海饮品站之前，便利蜂已经在门店设置了现磨自助咖啡机。便利蜂注意到随着咖啡消费习惯的养成，越来越多的消费者对精品咖啡、手冲咖啡开始有强烈的需求，故开始搭建精品咖啡业务“不眠海 Sober Hi”项目。

### 门店
不眠海在全国范围内共设有246家门店，主要分布在北京、上海、杭州、南京和天津等城市。门店的营业时间不一，大部分为7:30-18:00或7:30-21:00，也有部分门店的营业时间为00:00-22:00。所有门店均提供自提和外卖服务。便利蜂执行董事薛恩远表示，公司将继续坚持高速开店策略，计划到2021年门店数量突破4000家，到2023年实现10000家。

### 产品与服务
不眠海的产品主要集中在咖啡、茶饮和果饮三大类，其微信小程序会根据时间段展示可点的饮品，饮品种类多样。其中，麦芽啤酒风味冷萃、生榨椰乳拿铁、拿铁、澳利白、卡布奇诺、摩卡、浓缩、美式、芝香奶盖咖啡等价格在15元-20元间；耶加雪菲科切尔G1、印尼曼特宁和花魁G1等手冲咖啡价格均为20元；而椰椰奶冻、芒果多多、杨梅多多、杨枝甘露、多肉草莓、芝芝葡萄、芝芝莓桃黑糖珍珠牛乳茶的价格为9.9元-18元。
由于采用店中店模式，不眠海的经营面积通常只有6平米或更小。

### 评价
新京报认为，从价格上看，无论是精品咖啡还是现制茶饮的价格均在较低水平。
壹览商业认为，产品种类丰富，但与喜茶、奈雪的茶等茶饮品牌相比，并无过多差异化，也没有主打特色饮品。门店内的操作空间有限，原料和工具摆放较为杂乱，店员的调制手法以及清洗过程不够熟练和利落，包装服务也略显不贴心。虽以性价比作为主打，但消费者对于细节和服务的期待并不降低。在大众点评网站上，不眠海的门店评分在3.5-4.0分之间，但评价数量尚不足够多。